# The Basketball League (TBL)
The Basketball League (TBL), anciennement North American Premier Basketball League (NAPB), est une ligue mineure américaine de basket-ball. Elle existe depuis 2017 à la suite de la disparition de la CBA et la PBL. Elle adopte le principe d'équipes franchisées.

## Historique
Le 7 juillet 2017, Sev Hrywnak, propriétaire des Razorsharks de Rochester et Dave Mogley, ancien commissaire de la NBLC (la ligue professionnelle de basket-ball au Canada) annoncent la formation d'une nouvelle ligue de basket-ball professionnelle aux États-Unis. Hrywnak était le propriétaire des Razorsharks de Rochester. Les équipes sont basées aux États-Unis et dans l’Ouest canadien. Pendant deux ans, l’administration de la ligue a localisé des villes qui accueillaient auparavant des équipes de basketball dans la défunte Continental Basketball Association, la Premier Basketball League, des équipes défuntes de la NBA et d’autres marchés sportifs potentiels. L’objectif de la ligue est d’offrir des possibilités de participation communautaire, en particulier dans les écoles du primaire au secondaire. Les programmes comprennent des joueurs qui lisent aux jeunes enfants, organisent des camps de basketball pour les adolescents et parlent dans des assemblées à l’échelle de l’école de la toxicomanie et de la persévérance scolaire.
La ligue a lancé sa première saison 2018 avec huit équipes : les Patroons d'Albany, les Tornados de Kansas City, les Thoroughbreds du Kentucky, les Desert Dogs du Nevada, les Cardinals de l'Ohio, les Razorsharks de Rochester, les Knights de Vancouver et les Sun Kings de Yakima. Les Cardinals de l’Ohio ont été remplacés à la mi-saison par les Bootleggers de l’Ohio, une équipe dirigée par l’ancien propriétaire des Knights de Vancouver.
Le 25 février 2018, Dave Magley a annoncé qu’il y avait quatre autres franchises approuvées à Bellevue (état de Washington), Raleigh (Caroline du Nord), Tampa (Floride) et San Diego (Californie) avec l’objectif de 16 équipes bien financées, pour une saison 2019.
Après la première saison du NAPB, Magley a acquis la ligue en tant que propriétaire unique, a déménagé le siège social dans l’Indiana et a nommé Evelyn Magley — sa femme — comme nouvelle PDG. Le 14 juillet, la ligue a été rebaptisée The Basketball League (TBL). Paul Mokeski, entraîneur-chef et directeur général des Desert Dogs du Nevada lors de la saison inaugurale, a ensuite été nommé commissaire de la ligue pour la saison 2019. Pendant les changements de ligue, les Bootleggers de l’Ohio, les Razorsharks de Rochester et les Knights de Vancouver se sont retirées alors que l’équipe de Bellevue n’a jamais vu le jour. La ligue a ensuite ajouté les équipes existantes, les Jackals de Jamestown et les Court Kings de New York, en plus des trois équipes d’expansion précédemment annoncées, les Firebirds de Raleigh, les Waves de San Diego et les Titans de Tampa Bay. Trois équipes ont également été légèrement rebaptisées avec les Tornadoes de Kansas City, Desert Dogs de Mesquite et Thoroughbreds d'Owensboro. La saison 2019 a commencé avec dix équipes.
Au cours de la deuxième saison, de nombreux matchs ont été annulés et reportés. La ligue a écourté sa saison, les Court Kings de New York et les Tornadoes de Kansas City ayant cessé leurs opérations durant la saison.
Avant la troisième saison, la ligue a ajouté les Condors de Columbus, le Flight de Dayton, le Skyline de Dallas, les Gulf Coast Lions, le Indy Express, les Yellow Jackets de Lewisville  et les Tri-State Admirals comme équipes d’expansion,. Les Waves de San Diego ont été remplacées par l’expansion de l’Armada de San Diego pendant que les Waves étaient relocalisées, mais aucune des deux équipes ne serait prévue pour 2020. En raison du manque d’autres équipes occidentales, les Sun Kings de Yakima et les Desert Dogs de Mesquite ont suspendu leurs opérations. La troisième saison a commencé en janvier 2020, mais le 11 mars 2020, la ligue a annoncé que la saison se terminerait prématurément en raison de la pandémie de COVID-19 et aurait quatre équipes en playoffs du 18 au 22 mars. Cependant, le tournoi a également été annulé car la plupart des événements à travers le pays ont été fermés pour empêcher la propagation du virus.
La ligue a ensuite annoncé plusieurs nouvelles équipes pour la saison 2021, passant de 12 équipes dans la saison 2020 réduite à 35 équipes d’ici le 11 janvier 2021. Plusieurs des équipes ajoutées provenaient de l’Association américaine de basketball semi-professionnelle,,,. En mars 2020, plusieurs équipes ont commencé à se retirer de la saison en raison des restrictions liées à la pandémie.
Pour la saison 2021-2022, la Ligue nationale de basketball du Canada (NBLC) a annoncé qu’elle avait accepté de jouer en série avec plusieurs équipes de la Ligue de basketball. Les matchs joués entre les équipes des deux ligues sont inclus dans leur classement de saison régulière respectif pour chaque ligue.

### Équipes
| Nom                       | Ville                   | Salle                                    | Capacité    | Date de fondation | Date d'entrée dans la ligue | Coach            |
| ------------------------- | ----------------------- | ---------------------------------------- | ----------- | ----------------- | --------------------------- | ---------------- |
| Patroons d'Albany         | Albany, New York        | Washington Avenue Armory                 | 3,600–4,300 | 1982              | 2018                        | Derrick Rowland  |
| Jackals de Jamestown      | Jamestown, New York     | Jamestown Community College              | 1,400       | 2015              | 2019                        | Mark Anderson    |
| Tornados de Kansas City   | Kansas City, Missouri   | Municipal Auditorium                     | 7,300–9,987 | 2017              | 2018                        | Calvin Thompson  |
| Thoroughbreds d'Owensboro | Owensboro, Kentucky     | Owensboro Sportscenter                   | 5,000       | 2017              | 2018                        | Brandon Lesovsky |
| Firebirds de Raleigh      | Raleigh, North Carolina | Southeast Raleigh Magnet High School     | 2,000       | 2018              | 2019                        | Robert Brickey   |
| Desert Dogs de Mesquite   | Mesquite, Nevada        | Rising Star Sports Ranch                 | 600         | 2017              | 2018                        | Paul Mokeski     |
| Court Kings de New York   | Queens, New York        | Elmcor Youth and Adult Activities Center | 1,000       | 2012              | 2019                        | Nicole Byrd      |
| Wave de San Diego         | San Diego, California   | San Diego Mesa College                   | 1,500       | 2018              | 2019                        | Adrian Hayes     |
| Titans de Tampa Bay       | Tampa, Florida          | Memorial Middle School                   | 1,500       | 2018              | 2019                        |                  |
| Sun Kings de Yakima       | Yakima, Washington      | Yakima SunDome                           | 6,159       | 2017              | 2018                        | Paul Woolpert    |

## Anciennes équipes
| Nom                      | Ville                          | Salle                 | Capacité | Date de fondation | Date d'entrée dans la ligue | Date de sortie de la ligue |
| ------------------------ | ------------------------------ | --------------------- | -------- | ----------------- | --------------------------- | -------------------------- |
| Razorsharks de Rochester | Rochester, New York            | Blue Cross Arena      | 12,428   | 2005              | 2018                        | 2019                       |
| Knights de Vancouver     | Richmond, Colombie-Britannique | Richmond Olympic Oval | 8,000    | 2017              | 2018                        | 2019                       |
| Bootleggers de l'Ohio    | Akron, Ohio                    | LeBron James Arena    | 1,831    | 2017              | 2018                        | 2019                       |

## Palmarès
| Champion | Score               | Finaliste               |                     |
| -------- | ------------------- | ----------------------- | ------------------- |
| 2018     | Sun Kings de Yakima | 2-0 107 - 92 / 112 – 97 | Patroons d'Albany   |
| 2019     | Patroons d'Albany   | 2-1                     | Sun Kings de Yakima |

## Distinctions

### MVP of the Year
- 2018 : Edwin Ubiles (Patroons d'Albany)

### Rookie of the Year
- 2018 : Xavier Moon (Patroons d'Albany)

### Newcomer of the Year
- 2018 : Charlton Jones (Tornados de Kansas City)

### 6th Man of the Year
- 2018 : AJ Gaines (Desert Dogs du Nevada)